# 罗忠忱

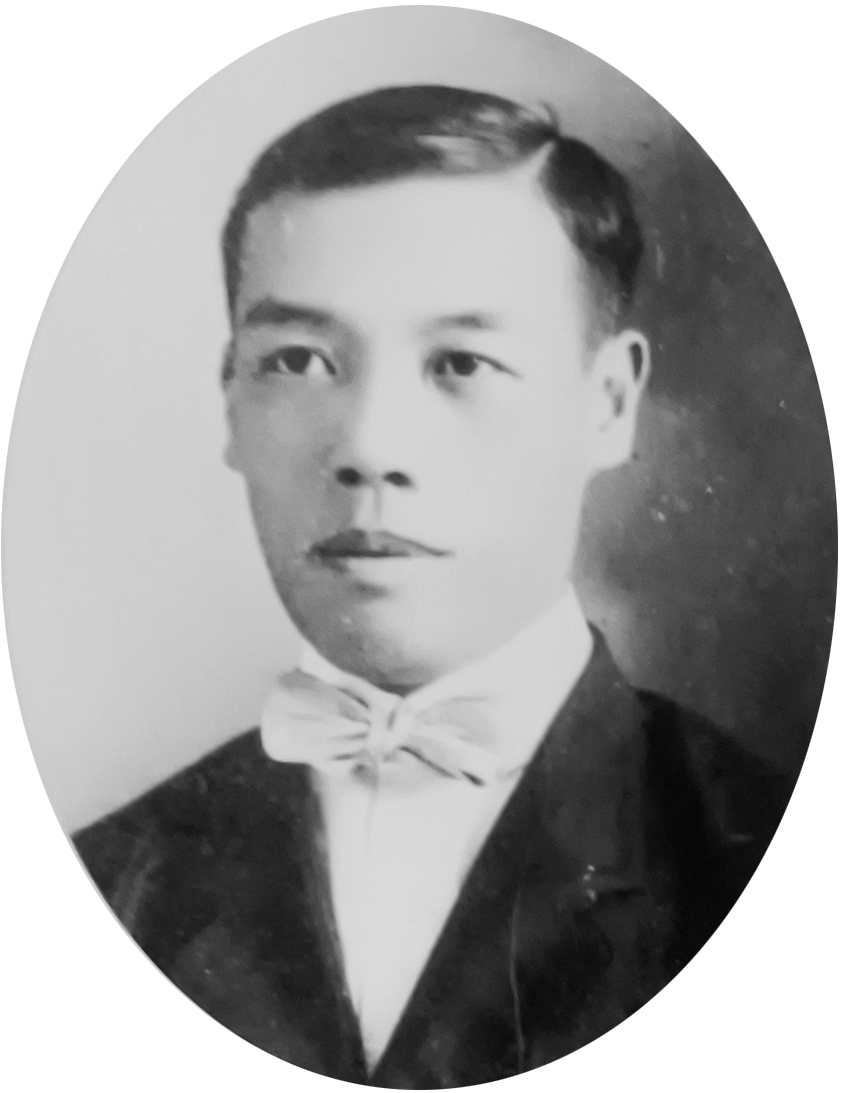
罗忠忱

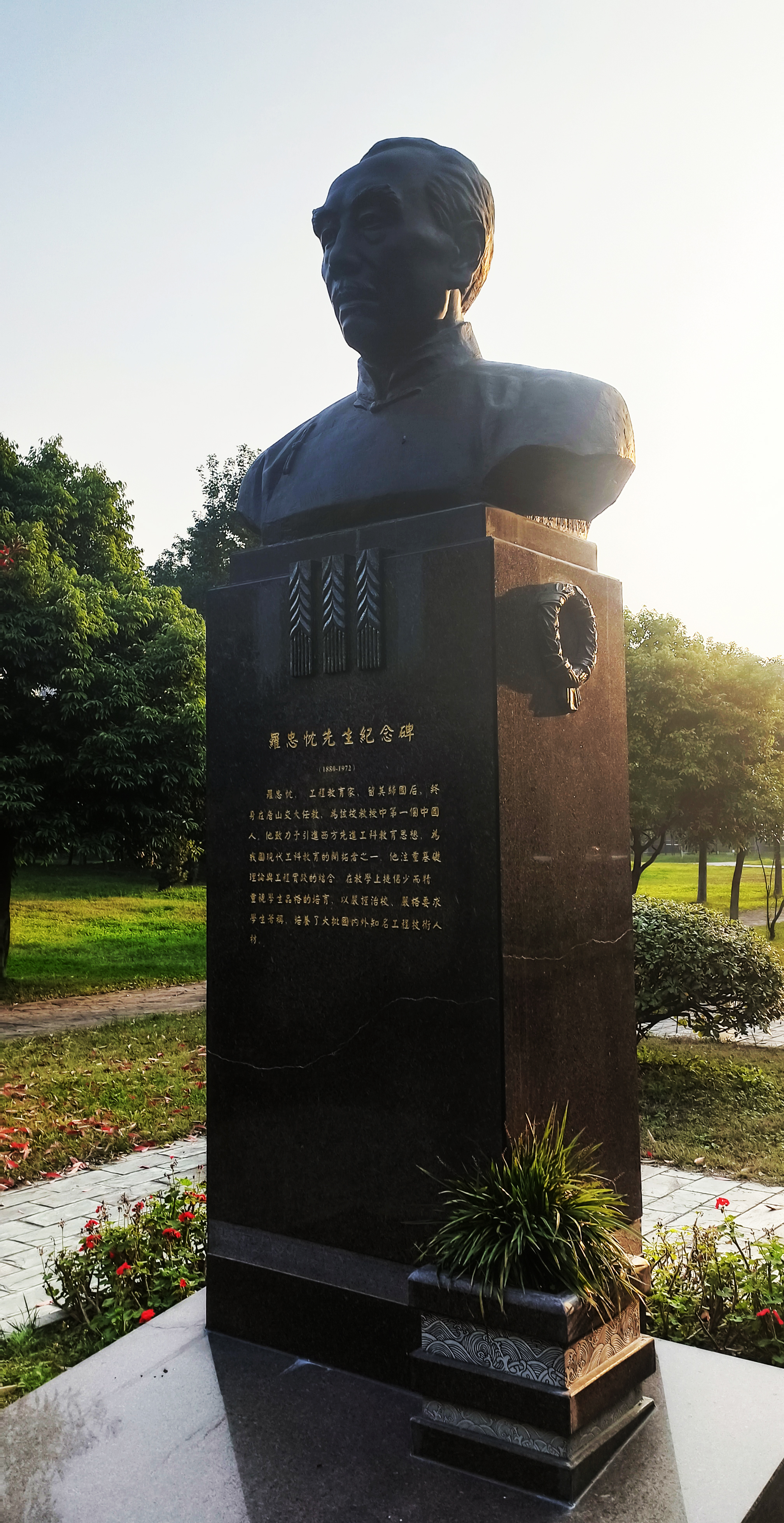
罗忠忱先生纪念像，位于西南交通大学犀浦校区

罗忠忱（1880年11月—1972年），字建侯，福建闽侯人，中国工程教育家。
1905年官费留美，入康奈尔大学，获土木工程师学位。1912年成为西南交通大学唐山交大时期的第一位中国教授，主要讲授应用力学和材料力学，后曾任教务长、土木系主任。於1921年7月至1922年7月擔任唐山交大校長。1943年8月至1945年6月擔任交通大學貴州分校校長。1972年病逝于河北唐山。

## 延伸閱讀
- 中國科學技術協會編，《中國科學技術專家傳略》工程技朮编 交通卷  北京：中國鐵道出版社，1995年  ISBN 978-7-113-015-053